# 埃斯帕龙湖
埃斯帕龙湖（法語：Lac d'Esparron，法語發音：[lak dɛspaʁɔ̃]）是法国东南部上普罗旺斯阿尔卑斯省和瓦尔省边界上的一个人工湖，位于韦尔东河畔埃斯帕龙附近，圣马丁德布罗姆以南。

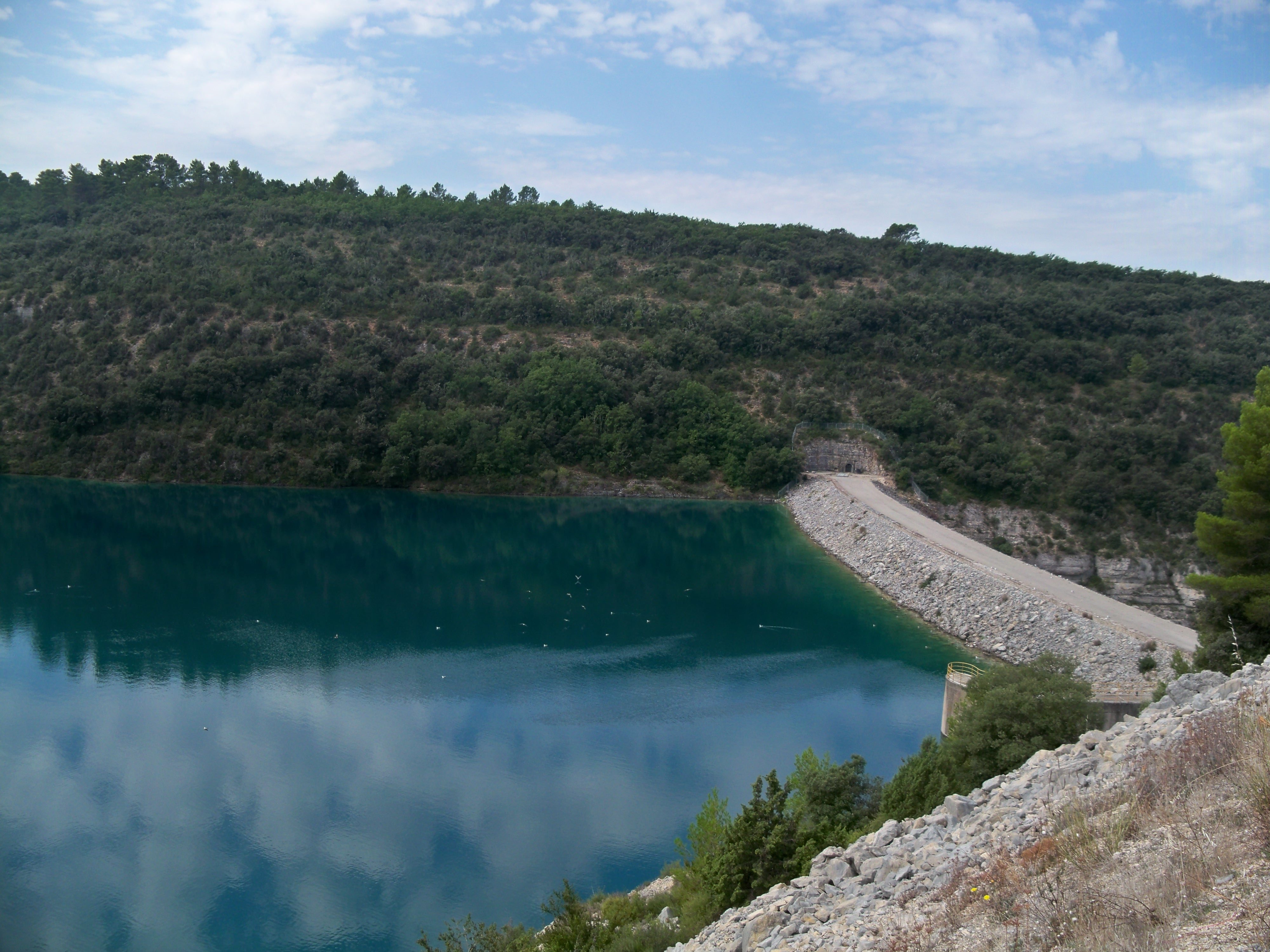
埃斯帕龙湖的大坝